# Azem Galica
Azem Bejta, comunemente noto come Azem Galica (Galicë, 10 dicembre 1889 – Junik, 15 luglio 1924), è stato un militare albanese, ribelle che combatté per l'unificazione del Kosovo con l'Albania.
È noto per aver guidato il movimento kachak contro il Regno di Jugoslavia.

## Biografia

### Le prime attività
Azem Bejta nacque nel villaggio di Galicë, nella regione di Drenica, in una povera famiglia di albanesi del Kosovo discendenti dalla tribù dei kuçi. Suo padre era Bejta Galica, un ribelle che morì combattendo contro l'Impero ottomano e le forze serbe.
Azem iniziò a combattere contro il Regno di Serbia nel 1912, opponendosi al suo dominio in Kosovo. Insieme ai suoi combattenti kachak resistette all'invasione serba del Kosovo durante le guerre balcaniche e nelle prime fasi della prima guerra mondiale, quando la regione venne occupata dalla Bulgaria e dall'Austria-Ungheria. Nel 1916 sposò Shote Galica, la quale si unì alla sua unità di combattenti. Dal 1915 al 1918 Azem si oppose sia alle forze austro-ungariche sia a quelle bulgare che avevano occupato il Kosovo. I suoi due fratelli vennero giustiziati dagli asburgici.
Nell'autunno del 1918 Azem Galica e centinaia di suoi uomini costrinsero alla resa un reggimento austriaco tra Mitrovica e Peja. Il comandante cetnico serbo Kosta Pećanac lo raggiunse subito dopo nei villaggi di Pridoricë e Varagë, dove i due leader discussero di operazioni congiunte contro gli austriaci. Non fu stipulato però alcun accordo e Kosta Pećanac e i suoi uomini partirono presto per la Serbia. Di conseguenza, il 15 ottobre 1918 Azem e i suoi uomini occuparono Peja e conquistarono la caserma austro-ungarica, che consisteva di 4 000 soldati e 70 ufficiali. Azem venne insignito di due medaglie da un generale francese.

### Movimento kachak

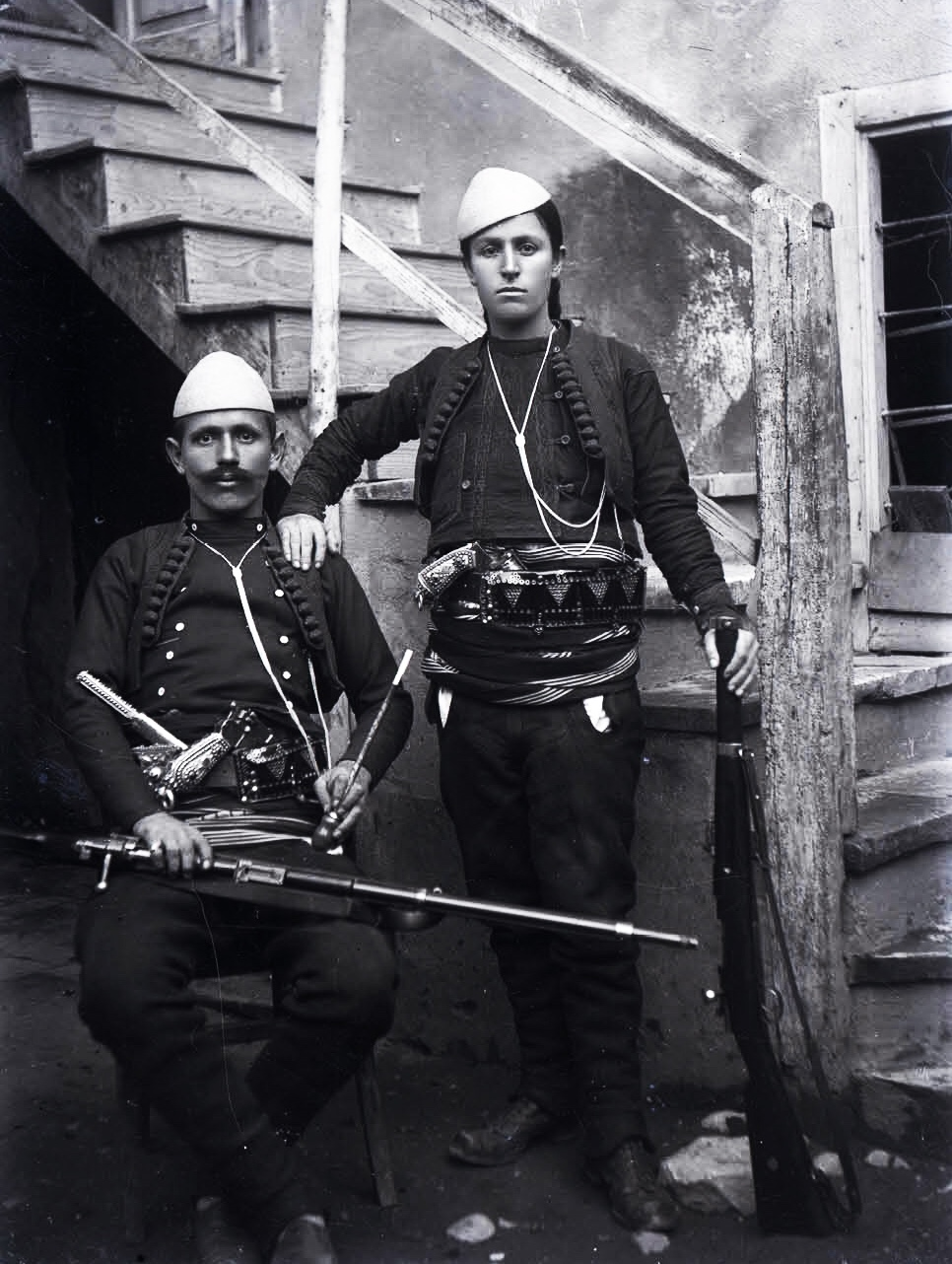
Azem Galica e sua moglie Shote Galica a Scutari nel 1920

Alla fine del 1918 Azem comandava una forza di circa 2 000 combattenti. Il 29 aprile 1919 ci fu uno scontro vicino a Rudnik, nel distretto di Peja, tra le truppe serbe e gli uomini di Azem Galica che uscirono vincitori. Il 6 maggio successivo, a seguito di un appello del Comitato per la difesa nazionale del Kosovo, si scatenò una rivolta su larga scala nota come movimento kachak, guidata da Azem Galica, Bajram Curri e Hasan Prishtina. Il Comitato esortò i kachak ad astenersi dal danneggiare o maltrattare gli slavi locali e dal bruciare case o chiese.
Azem e gli altri leader kachak presentarono una serie di richieste ai funzionari serbi, quali porre fine all'eccidio degli albanesi, riconoscere il diritto all'autogoverno degli albanesi del Kosovo e fermare sia il programma di colonizzazione jugoslava del Kosovo sia la azioni militari delle forze jugoslave con il pretesto del disarmo. Chiesero inoltre che fossero aperte delle scuole albanesi, che la lingua albanese fosse riconosciuta ufficialmente a livello amministrativo e che le famiglie dei ribelli albanesi non fossero più internate dalle autorità. A tali richieste gli jugoslavi risposero con maggiore violenza, riuscendo a sedare una ribellione nella regione di Drenica. Azem e Shote Galica fuggirono dunque a Scutari.
Nell'aprile 1921 Azem Galica tornò in Kosovo, da dove le famiglie dei sospetti kachak erano state deportate verso i campi della Serbia centrale. Nel luglio 1921 il Comitato per la difesa nazionale del Kosovo presentò alla Società delle Nazioni un documento in cui si denunciavano le atrocità serbe contro gli albanesi. Tale documento stimava che le forze serbe avessero ucciso 12 371 persone in Kosovo, imprigionate 22 110 e bruciato circa 6 000 case.
L'ascesa al potere di Zog I di Albania osteggiò il movimento kachak e la resistenza kosovara. Azem Galica venne condannato a morte in contumacia e gradualmente vennero assassinati i leader del Comitato per la difesa nazionale del Kosovo. Nel gennaio del 1923 Zog stipulò un accordo segreto con gli jugoslavi, i quali invasero la zona neutrale di Junik, dove i kachak si erano stanziati.

### Morte e ricordo postumo
Azem morì il 15 luglio 1924 per mano degli jugoslavi presso il suo villaggio natale, dove era stata istituita una zona franca chiamata Arberia e Vogel ("piccola Arberia"). l suo ultimo desiderio era che il suo corpo non venisse trovato dai serbi, e così fu sepolto in una profonda grotta nella regione di Drenica.
In quanto eroe nazionale, Galica incarnava la resistenza albanese kosovara. A lungo termine, la sua uccisione e quella di molti altri ispirò la resistenza albanese contro la repressione in Kosovo.